# Association sportive universitaire de l'Ouest canadien
Association sportive universitaire de l'Οuest canadien (ASUOC), Canada West Universities Athletic Association (CWUAA) en anglais, est une association régionale d'universités canadiennes qui aide à la coordination des compétitions sportives entre les universités. Elle contribue également à fournir des informations de contact, des calendriers, des résultats, et des communiqués pour le public et les médias. ASUOC, qui couvre l'Ouest canadien, est l'une des quatre associations du U Sports. Les trois autres associations sont Sport universitaire de l'Atlantique, Réseau du sport étudiant du Québec et Sports universitaires de l'Ontario.

## Membres
| Institution                                        | Surnom                                                   | Lieu                                | Établissement | Catégorie        | Inscription | Membre depuis | Division     |
| -------------------------------------------------- | -------------------------------------------------------- | ----------------------------------- | ------------- | ---------------- | ----------- | ------------- | ------------ |
| Université de l'Alberta                            | Golden Bears (sports d'hommes) Pandas (sports de femmes) | Edmonton, Alberta                   | 1908          | Publique         | 36435       | 1971          | Pionniers    |
| Université de Brandon                              | Bobcats                                                  | Brandon, Manitoba                   | 1890          | Publique         | 3383        | 1999          | Pionniers    |
| Université de la Colombie-Britannique              | Thunderbirds                                             | Vancouver, Colombie-Britannique     | 1908          | Publique         | 43579       | 1971          | Pionniers    |
| Université de la Colombie-Britannique à l'Okanagan | Heat                                                     | Kelowna, Colombie-Britannique       | 2005          | Publique         | 8307        | 2010          | Explorateurs |
| Université de Calgary                              | Dinos                                                    | Calgary, Alberta                    | 1966          | Publique         | 28196       | 1971          | Pionniers    |
| Université de la Vallée de Fraser                  | Cascades                                                 | Abbotsford, Colombie-Britannique    | 1974          | Publique         | 21500       | 2006          | Explorateurs |
| Université de Lethbridge                           | Pronghorns                                               | Lethbridge, Alberta                 | 1907          | Publique         | 8000+       | 1971          | Pionniers    |
| Université du Manitoba                             | Bisons                                                   | Winnipeg, Manitoba                  | 1877          | Publique         | 27599       | 2001          | Pionniers    |
| Université Mount Royal                             | Cougars                                                  | Calgary, Alberta                    | 1910          | Publique         | 14175       | 2001          | Explorateurs |
| Université du nord de la Colombie-Britannique      | Timberwolves                                             | Prince George, Colombie-Britannique | 1990          | Publique         | 4183        | 2011          | Explorateurs |
| Université de Regina                               | Rams (football canadien) Cougars (autres sports)         | Regina, Saskatchewan                | 1911          | Publique         | 12800       | 2001          | Pionniers    |
| Université de la Saskatchewan                      | Huskies                                                  | Saskatoon, Saskatchewan             | 1907          | Publique         | 19082       | 1971          | Pionniers    |
| Université Thompson-Rivers                         | WolfPack                                                 | Kamloops, Colombie-Britannique      | 1970          | Publique         | 13072       | 2005          | Explorateurs |
| Université Trinity Western                         | Spartans                                                 | Langley, Colombie-Britannique       | 1962          | Libre/Chrétienne | 2700        | 1999          | Pionniers    |
| Université de Victoria                             | Vikes                                                    | Victoria, Colombie-Britannique      | 1903          | Publique         | 19500       | 1971          | Pionnier     |
| Université de Winnipeg                             | Wesmen                                                   | Winnipeg, Manitoba                  | 1871          | Publique         | 9219        | 2001          | Pionniers    |
| Université MacEwan                                 | Griffins                                                 | Edmonton, Alberta                   | 1971          | Publique         | 13889       | 2013          | Explorateurs |

### Ancien membre
| Institution             | Surnom | Lieu                          | Établissement | Catégorie | Inscription | Adhésion | Retrait | Division       | Conférence actuelle       |
| ----------------------- | ------ | ----------------------------- | ------------- | --------- | ----------- | -------- | ------- | -------------- | ------------------------- |
| Université Simon Fraser | Clan   | Burnaby, Colombie-Britannique | 1965          | Publique  | 35604       | 2001     | 2010    | Pas applicable | GNAC (Division II, NCAA]) |